# Bayreuth
Bayreuth, tidigare Baireuth, är en kretsfri stad i norra delen av det tyska förbundslandet Bayern. Folkmängden uppgår till cirka 75 000 invånare. Den är hemvist för Bayreuthfestspelen.

## Geografi
Staden är belägen strax väster om bergsområdet Fichtelgebirge vid floden Mains källflöde Roter Main. Den ligger vid motorvägen A9, ca 75 km nordost om Nürnberg.

## Historia
Staden nämns för första gången i en historisk urkund som Baierrute 1194 och efter att tidigare betraktats som en by används begreppet stad första gången 1231. Staden utvecklades de närmaste århundradena tämligen långsamt och Bayreuth drabbades gång på gång av katastrofer och elände:
- 1430, hussiterna förstörde staden.
- 1605 förstörde en brand mer än halva staden.
- 1620 slog pesten till.
- 1621, en ny stadsbrand.
- Trettioåriga kriget var ännu en period av elände.

Under 1700-talet upplevde staden en tid av uppgång och många nya byggnader uppfördes. 1748 invigdes Markgräfliches Opernhaus och 1853 togs den första järnvägslinjen till staden i drift, den följdes under de kommande 40 åren av fler linjer. Tonsättaren Richard Wagner besökte staden 1870 med en tanke att uppföra en av sina operor där. Wagner fann att det befintliga operahuset inte räckte till varför han beslutade att bygga ett eget operahus (och dessutom en egen villa, Wahnfried). Grundstenen las 1872 och fyra år senare stod hans festspelshus – Festspielhaus – färdigt att tas i bruk.
- I april 1945 bombades Bayreuth av allierade bombplan och ett stort antal hus förstördes.
- 14 april besatte styrkor ur den amerikanska armén staden.
- 1951 uppfördes de första Richard-Wagner-festspelen efter kriget.
- 1971 beslutade den bayerska lantdagen att inrätta ett universitet i staden.
- 1975 startade föreläsnings- och forskningsverksamheten vid universitetet, Universität Bayreuth, som för närvarande har ca 9 000 studerande.

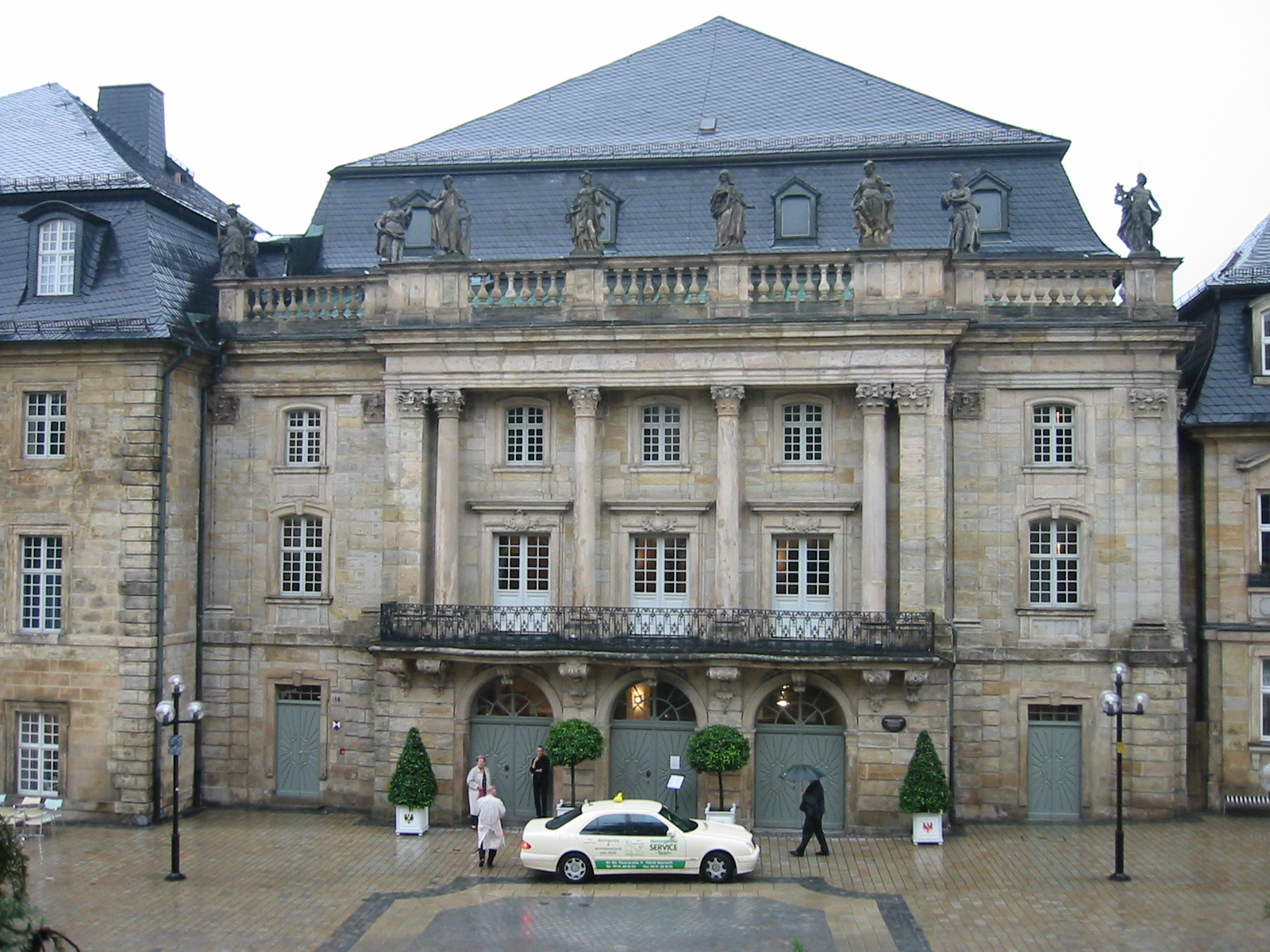
Operahuset i Bayreuth.
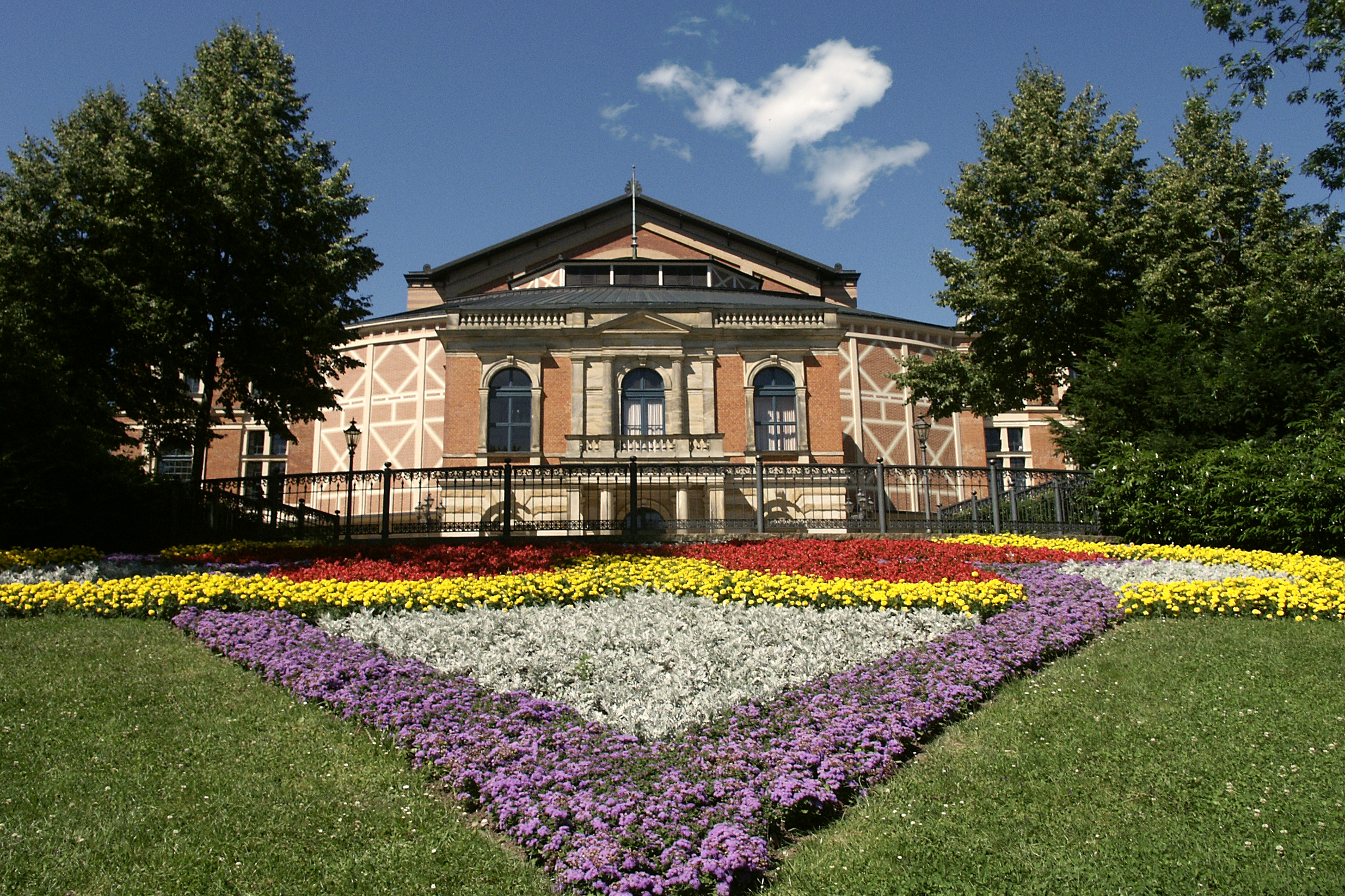
Festspielhaus Bayreuth 2006

## Bildgalleri

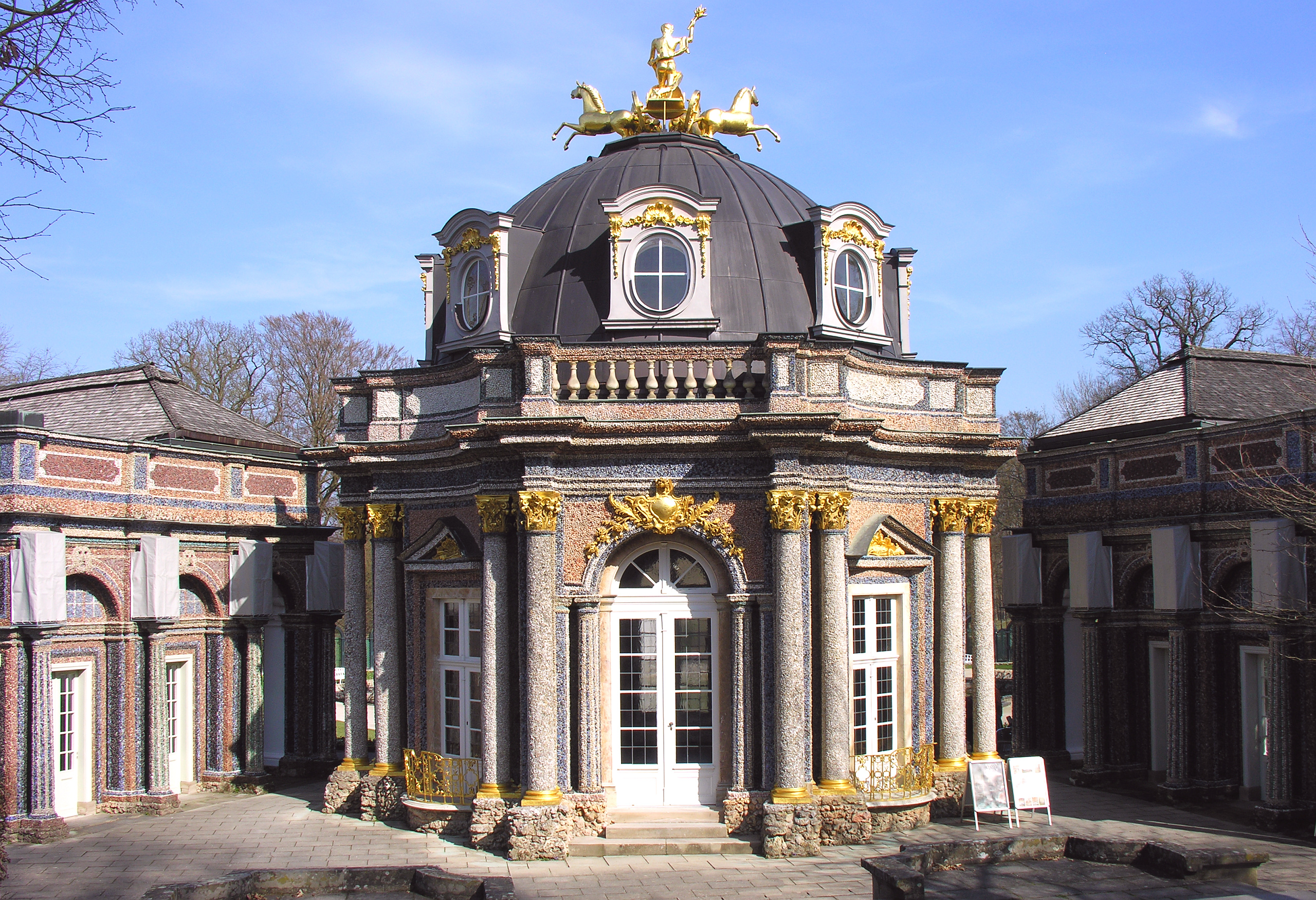
Det Nya Slottet från 1753 med slottsentrén. Utsikt från söder.

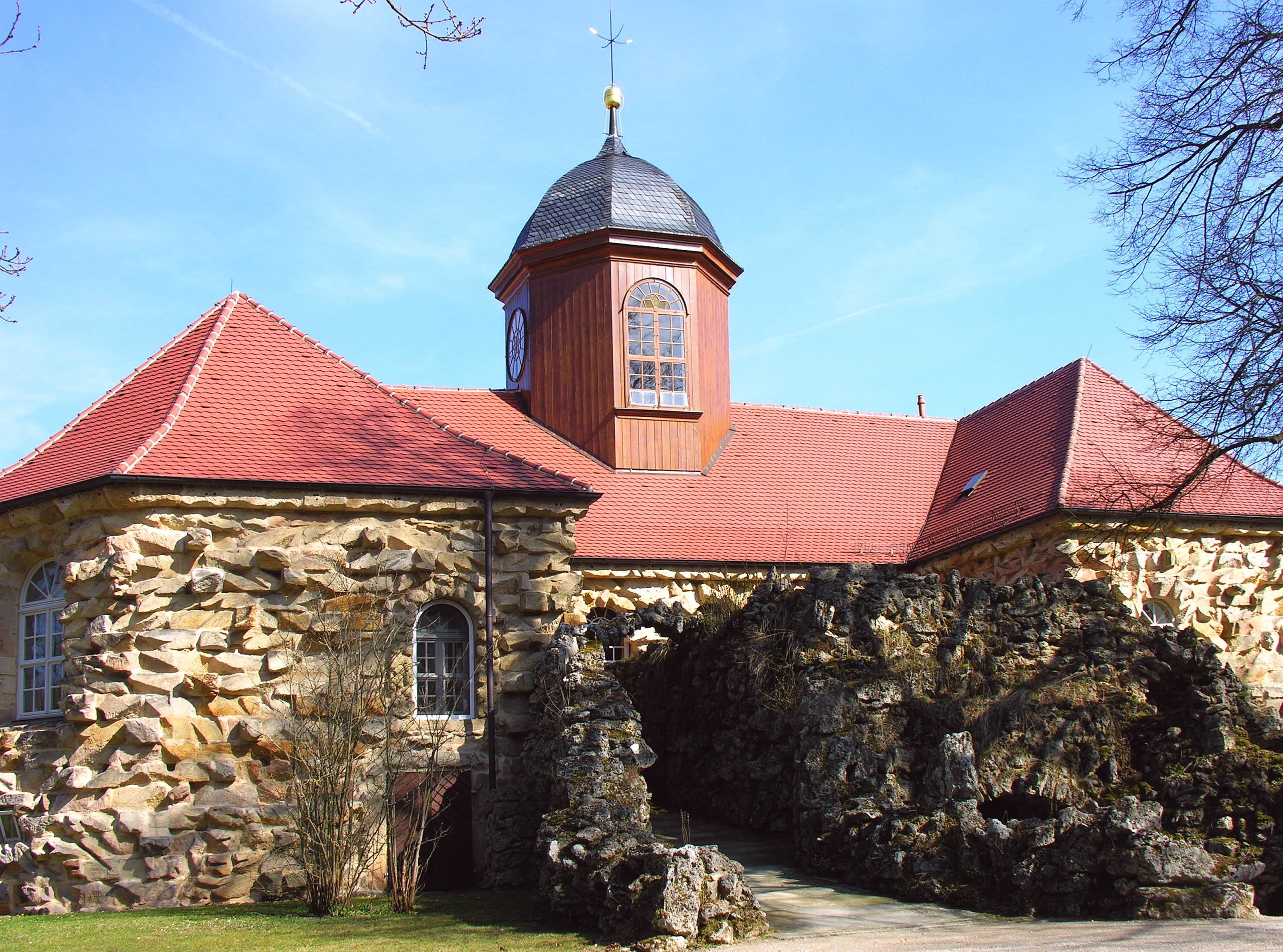
Det Gamla Slottet (byggt 1719-22) från ingångssidan

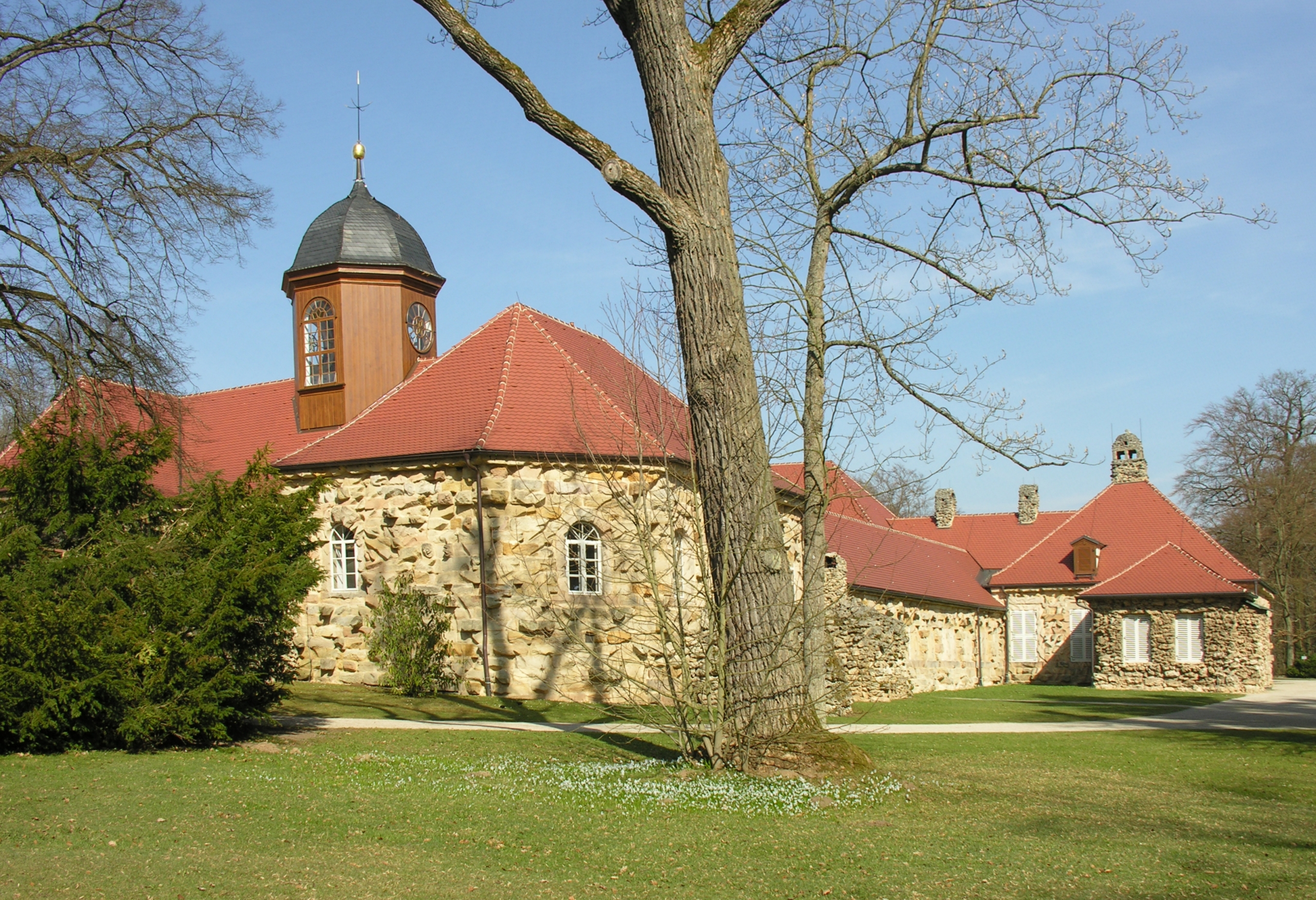
Det Gamla Slottet sett från sydöst

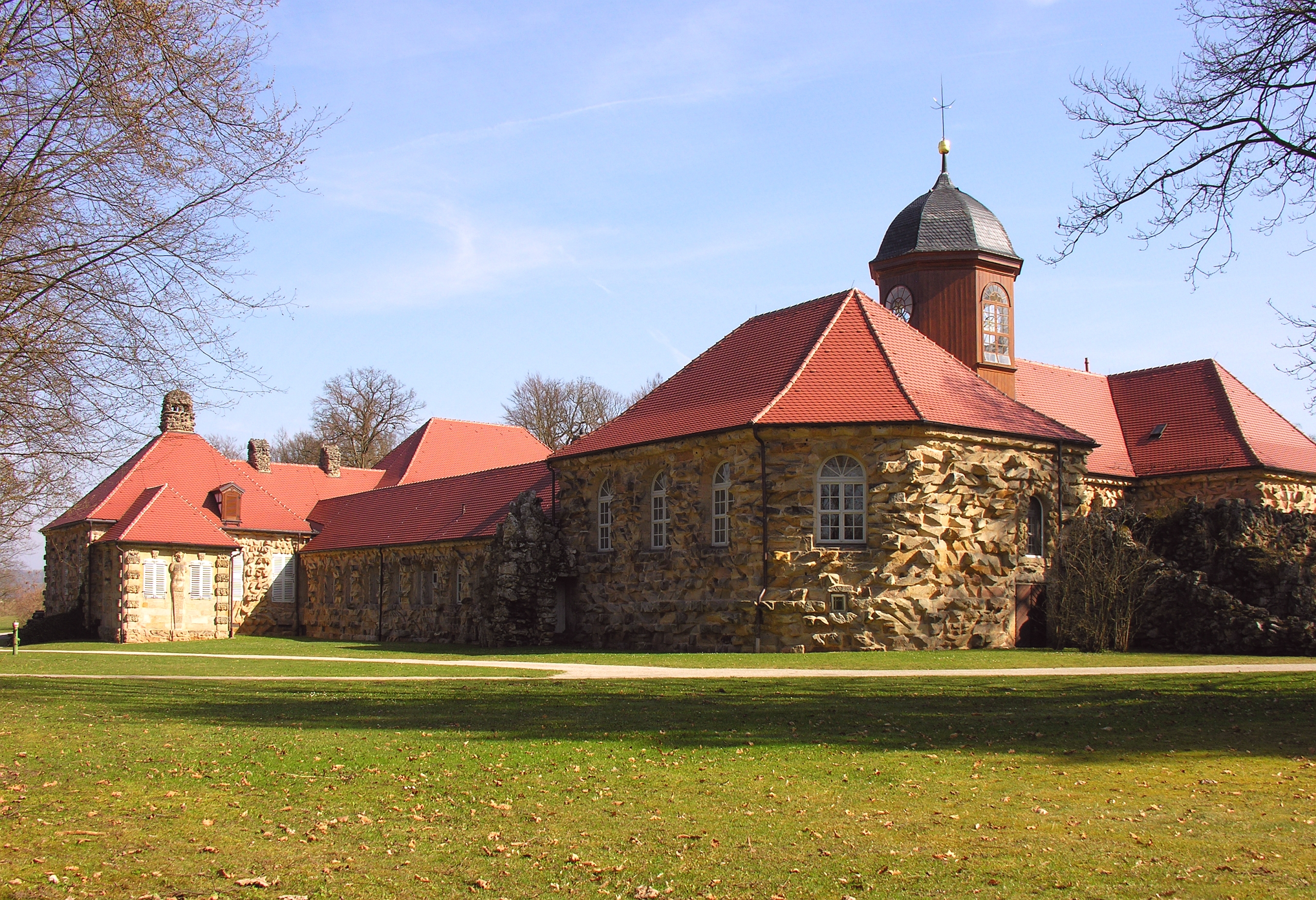
Det Gamla Slottet sett från sydväst

## Kommunikationer
Vägar
- Motorvägarna A9 och A70.
- Riksvägar (Bundesstrasse) B2, B22 och B85.

Järnvägar
- Nürnberg – Dresden
- Bayreuth – Weiden in der Oberpfalz – Regensburg

Regionalflyg
- Tre dagliga turer till Frankfurt.

## Kända invånare
- Ludwig Abeille

## Vänorter
- Annecy, Frankrike
- Rudolstadt, Tyskland
- La Spezia, Italien

## Utbildning
- Friedrich-Alexander-Universität Erlangen-Nürnberg
- Hochschule für evangelische Kirchenmusik
- Ett stort antal gymnasieskolor och yrkesutbildningsanstalter.